# 220 (chanson)
Pour les articles homonymes, voir 220 (homonymie).
Singles de t.A.T.u.
Bely Plachtchik
(2007) You and I
(2008)
Pistes de Vesiolyïe oulybki
Snegopady Marsianskie glaza
220 est le deuxième single du troisième album russe Vesiolyïe oulybki (en russe : Весёлые улыбки, traduction : Les Sourires gais), du groupe t.A.T.u.